# Anlong Romiet
Anlong Romiet es una comuna (khum) del distrito de Kandal Stueng, en la provincia de Kandal, Camboya. En marzo de 2019 tenía una población estimada de 4999 habitantes.
Se encuentra ubicada al sur del país, en la llanura central camboyana, a escasa distancia del río Mekong, de Nom Pen —la capital del país— y de la frontera con Vietnam.